# Happy (filme de 1933)
Happy é um filme musical produzido no Reino Unido, dirigido por Frederic Zelnik e com atuações de Stanley Lupino, Dorothy Hyson, Laddie Cliff e Will Fyffe.